# Mrkonjić Grad
Mrkonjić Grad (srbsky Мркоњић Град) je město a sídlo stejnojmenné opštiny v regionu Banja Luka v Bosně a Hercegovině.

## Poloha
Město se rozkládá v nadmořské výšce než 600 m a spolu s opštinou tu žije 18 200 obyvatel (v roce 1991 přes 27 000). Velká většina z nich jsou Srbové; vzhledem k demografickým změnám během války v Bosně a Hercegovině se podíl srbského obyvatelstva ve srovnání se stavem před rokem 1992 navýšil. V okolí města se dnes nachází různé hrady, např. (Prizrenac, Sokol a Bočac). Okolní krajina je hornatá, řeka Vrbas, která teče nedaleko od Mrkonjić Gradu, se zařezává do hlubokého kaňonu.

## Historie
Oblast současného města je osídlena již od středověku, v osmanských časech často měnilo názvy (Gornje Kloke, Novo Jajce (Jenidži Jajce), Varcarev Vakuf, Varcar Vakuf), současný název pak město získalo roku 1924 podle pseudonymu srbského a jugoslávského krále Petra Karađorđeviće (Petar Mrkonjić), zesnulého v roce 1921. Od roku 1857 má první školu, od roku 1900 i vlastní knihovnu.
Za druhé světové války bylo město součástí Nezávislého státu Chorvatsko (NDH). Mrkonjić Grad osvobodili jugoslávští partyzáni již 28. srpna 1941, udrželi jej však pouze několik dní. O město probíhaly boje během konfliktu poměrně často a často do něj vstupovala různá vojska. V prosinci 1943 se zde konalo zasedání ZAVNOBiH.

### Válka v Bosně
Mrkonjić Grad byl během války v 90. letech několikrát ostřelován minometnými granáty, což vedlo ke ztrátám na civilním obyvatelstvu. Přesto ve městě neprobíhaly podstatnější boje, a to až do operace Jižní přesun, ve které od 8. do 12. října 1995 bylo město  v rukou chorvatské armády (HV) a chorvatské rady obrany (HVO). Město bylo opuštěno a uprchlíci se uchýlili do Srby kontrolované Banja Luky. Mnozí, kteří však zůstali, byli během operací zabiti či raněni a rozšířili tak již velmi početné řady válečných obětí. Samotné domy a infrastruktura byly rovněž těžce poškozené, počet takových objektů dosahoval několik stovek až tisíců. Město je také známé díky incidentu v Mrkonjić Gradu, kdy americké letectvo v červnu 1995 ztratilo jednu F-16. Pilot Scott O'Grady uvízl v oblasti šest dní, než byl zachráněn americkou námořní pěchotou. 
Město Mrkonjić Grad bylo po uzavření Daytonské mírové smlouvy přiděleno republice Srbské (které původně patřilo na počátku konfliktu), oficiálně 4. února 1996 (Toto datum se oficiálně oslavuje jako Den opštiny). V důsledku toho chorvatské obyvatelstvo města nemělo jinou možnost než odejít a v Mrkonjići dnes žije velmi málo Chorvatů, většina z nich staršího věku. V roce 1996 byl v Mrkonjić Gradu odkryt masový hrob obsahující těla 181 Srbů – většinou civilistů. Téměř všichni byli zabiti bosenskými a chorvatskými silami na konci roku 1995. Bosenští Srbové spáchali masakr 28 chorvatských a bosenských civilistů, kteří byli uneseni ze svých domovů v Mrkonjić Gradu a popraveni v Oborci dne 13. září 1995.
Jedná se o sídlo pohraniční, neboť nedaleké Jajce je již součástí Federace BiH a převažuje chorvatské obyvatelstvo. 